# Dovyalis caffra
Dovyalis caffra Warb. è un piccolo albero o arbusto sempreverde della famiglia delle Salicacee, originario dell'Africa australe.

## Etimologia
Il termine di genere, Dovyalis, ha origine dal greco, col significato di appuntito o pungente; l'epiteto specifico sta invece a significare "dei Cafri", cioè delle popolazioni che, genericamente indicate, popolano i territori di origine della pianta.

## Descrizione
La pianta, dioica, ha forma arbustiva o arborea di medie dimensioni.
La struttura della pianta è caratterizzata da robuste spine che si dipartono dalle ascelle delle foglie. Dalle ascelle delle foglie principali germogliano corti gruppetti di altre foglie alterne, di forma obovata (ovata con la parte più larga opposta al picciolo), 3–6 cm di lunghezza.
I fiori sono molto modesti, piccoli e verdastri, singoli o raccolti a gruppetti; essendo la pianta dioica i fiori nei due sessi sono su piante diverse, si hanno quindi piante maschio e piante femmina.
Esistono comunque piante femmine in grado di maturare frutti partenocarpici, cioè maturati senza fecondazione, e quindi senza semi, o meglio con semi abortiti.

I frutti sono bacche globose, a maturità di colore giallo zolfo, o arancio, diametro 2–3 cm, con buccia sottile e pruinosa, e con molti (5-6) semi appiattiti, la polpa di colore giallo carico è attraversata da sottili fibre dipartentesi dal picciolo verso i semi; i frutti sono dolci ma con una sensibile componente acida; in sovramaturazione l'acidità sparisce, ma sopravviene una dominante dolciastra, non sempre gradita.

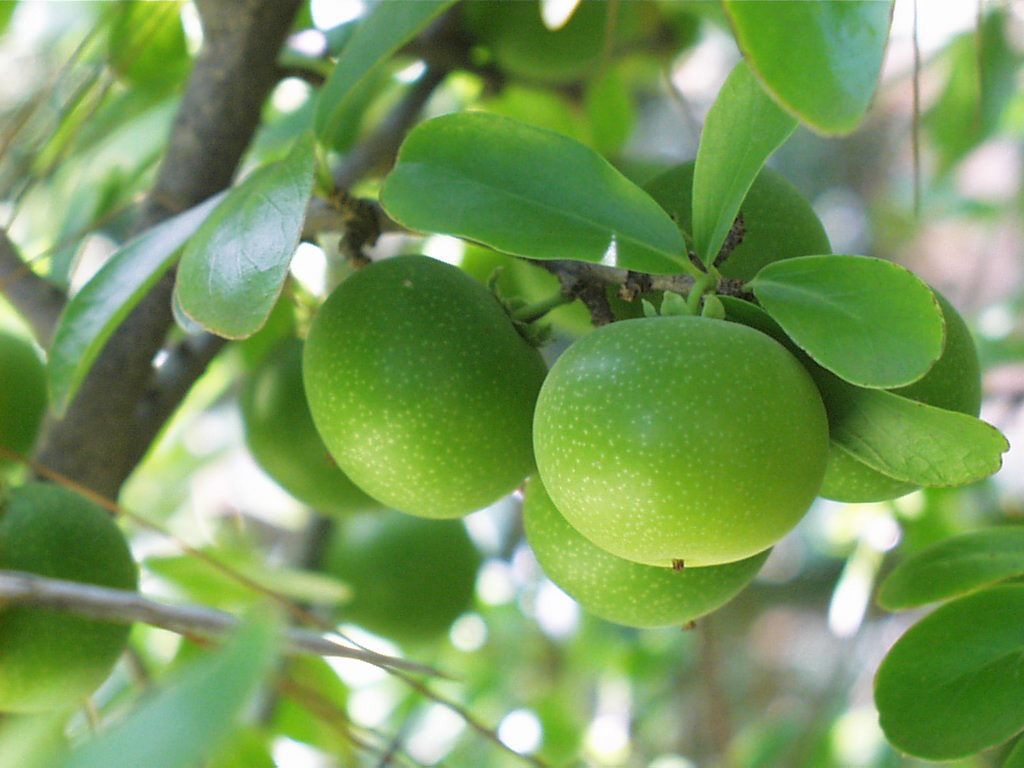
Frutti immaturi di Dovyalis caffra

La produzione fruttifera è molto copiosa, i rami, sottili e pendenti, sono letteralmente coperti di frutti, la spinosità imponente rende difficile la raccolta.
In fase leggermente immatura la polpa è soda; a completa maturazione la polpa diviene molle; per la rimozione dei semi è più agevole procedere con frutti leggermente immaturi, la polpa così si spacca, ed è possibile estrarre più facilmente i semi.

## Distribuzione e habitat
La sua distribuzione spazia dal Kei River (fiume Kei, da cui deriva il nome inglese: "Kei apple", mela del Kei), all'estremo Sud (Sudafrica), fino all'Etiopia a Nord.
Anche se nativa dell'Africa è stata variamente distribuita in diversi paesi a clima caldo arido, come nel bacino del Mediterraneo, in California, ed in altre regioni subtropicali dove a volte è usata come recinzione di protezione, ed antivento, ad effetto anche della sua notevole resistenza ai venti salini.
La pianta appartiene alla vegetazione della boscaglia arida, dove raggiunge altezze fino a 4-6 metri. Con suoli più umidi e profondi esemplari isolati possono raggiungere gli 8-9 metri di altezza.

## Coltivazione
La pianta è spesso coltivata per i frutti, o adoperata per costituire siepi di recinzione insuperabili, ad effetto della imponente spinosità.
La pianta presenta notevole resistenza a suoli poveri ed aridi; ha una notevole resistenza ai venti marini.
Per quanto concerne il freddo resiste fino a -6 °C

## Usi
I frutti sono normalmente consumati freschi. Per correggere la naturale acidità i frutti sbucciati e divisi a metà, dopo averne estratto i semi, sono spolverati di zucchero.
Con i frutti si può preparare una composta; stranamente pur essendo la polpa dei frutti colore giallo zolfo, la composta, con la cottura, assume un netto colore rosso scuro; ad attenuare l'eccessivo sapore dolciastro la composta è amaricata (resa più amara) con buccia di limone (solo parte bianca).

## Moltiplicazione
La riproduzione per seme è la maniera più agevole di moltiplicazione; la pianta produce frutti a quattro-sei anni dalla semina. La coltivazione in suolo fertile favorisce fortemente la crescita, ma ritarda la fruttificazione.